# Cassidulus
Cassidulus is een geslacht van zee-egels, en het typegeslacht van de familie Cassidulidae.

## Soorten
- Cassidulus caribaearum Lamarck, 1801
- Cassidulus delectus Krau, 1960
- Cassidulus infidus Mortensen, 1948
- Cassidulus malayanus (Mortensen, 1948)
- Cassidulus mitis Krau, 1954

uitsluitend fossiel bekend
- Cassidulus conradi (Conrad, 1850) †
- Cassidulus cubensis Weisbord, 1934 †
- Cassidulus emmonsi Stephenson, 1928 †
- Cassidulus ericsoni Fischer, 1951 †
- Cassidulus faberi Ravn, 1927 †
- Cassidulus kellumi Stephenson, 1928 †
- Cassidulus mercedensis Anderson, 1958 †
- Cassidulus mestieri Kier, 1966 †
- Cassidulus platypetalus Arnold & H. L. Clark, 1934 †
- Cassidulus rojasi Sánchez Roig, 1953 †
- Cassidulus senni Kier, 1966 †
- Cassidulus sphaeroides Arnold & H. L. Clark, 1934 †
- Cassidulus taylori Warren, 1926 †